# Kim Keum-hee
Kim Keum-hee, hangul 김금희, född den 10 oktober 1979 i Busan i sydöstra Sydkorea är en sydkoreansk författare.

## Karriär
Enligt en intervju lämnades hon ofta ensam under uppväxten och började skriva berättelser för att hantera år av uppdämd ensamhet och ilska.
Kim debuterade offentligt 2009 med novellen "Neoui dokyumeonteu" (너의 도큐먼트 Ditt dokument), som blev det vinnande bidraget i en tävling för nya författare anordnad av den engelskspråkiga tidningen Korea Times. Den belönades senare också med litteraturpriset Hankook Ilbo Literary Award. Hennes första novellsamling "Sentimenteoldo haruiteul" (센티멘털도 하루이틀 Sentimentalitet fungerar endast en dag eller två) utkom 2014. Novellsamlingen vann litteraturpriset Sin Dong-yup Prize (33:e upplagan).
Novellen "Jo Junggyuneui segye" (조중균의 세계 Jo Jung-gyuns värld) erhöll priset Munhakdongne Young Writers' Award 2015 (6:e upplagan). Kim vann samma pris även 2016 och 2017, med "Neomu hannajeui yeonae" (너무 한낮의 연애 För ljust ute för kärlek) och "Munsang" (문상 Deltagande vid begravning). Den senare har rönt stor popularitet och tryckts i ett flertal upplagor.

## Bokmässan i Göteborg 2019
Bokmässan i Göteborg 2019 hade fokus på sydkorea och Kim Keum-hee var en av flera sydkoreanska författare som deltog. Påfallande många av de sydkoreanska författare som rönt internationell uppmärksamhet under 2010-talet är kvinnor. Sydkoreanska kritiker brukar förklara det med att ovanligt många kvinnor debuterade på 1990-talet, "kvinnornas årtionde".
Kim deltog under Bokmässan i seminariet "Sydkoreansk feminism och dess framtid" och gav där exempel ur den koreanska vardagen. Hon beskriver en situation där en ung välutbildad kvinna åker taxi med en äldre manlig förare.
| ” | Det är inte sällan som kvinnan i denna situation får utstå såväl verbala som fysiska trakasserier. Kvinnan, som symbol för det moderna, förväntar sig respekt av servicegivaren eftersom hon är en betalande kund. Mannen förväntar sig respekt för sin ålder och sitt kön i den gamla traditionens tecken. Taxifärden kan här ses som metafor för det sydkoreanska samhället, men det är även en vanligt förekommande situation. | „ |

Kim Keum-hee finns ännu inte utgiven på svenska men i några verk översatta till engelska.

## Utmärkelser
- Munhakdongne Young Writers' Award (2017)[2]
- Hyundae Literary Award (2017)[2]
- Munhakdongne Young Writers' Award (2016)[2]
- Sin Dong-yup Prize for Literature (2015)[2]
- Munhakdongne Young Writers' Award (2015)[2]

## Läs mera
- Kim Keum Hee (21 juli 2017) (på engelska). Too Bright Outside for Love. "36". https://koreanliteraturenow.com/fiction/excerpts/kim-keum-hee-too-bright-outside-love. Läst 9 oktober 2019.